# 鸡屎藤稞仔
鸡屎藤稞仔，又稱鸡屎藤、或鸡屎藤仔，是广东省及海南省有名的风味小吃和民间滋补品，流行於广东省西江下游及海南省琼海等地。鸡屎藤稞仔的主要成分是鸡屎藤叶和大米，成品為深绿的方形小块或糕点，有滋阴壮阳、补气补血之功效，且气味香醇。海南人以作此為产后妇女、术后患者、体虚病人的补品。